# Caos (geología)

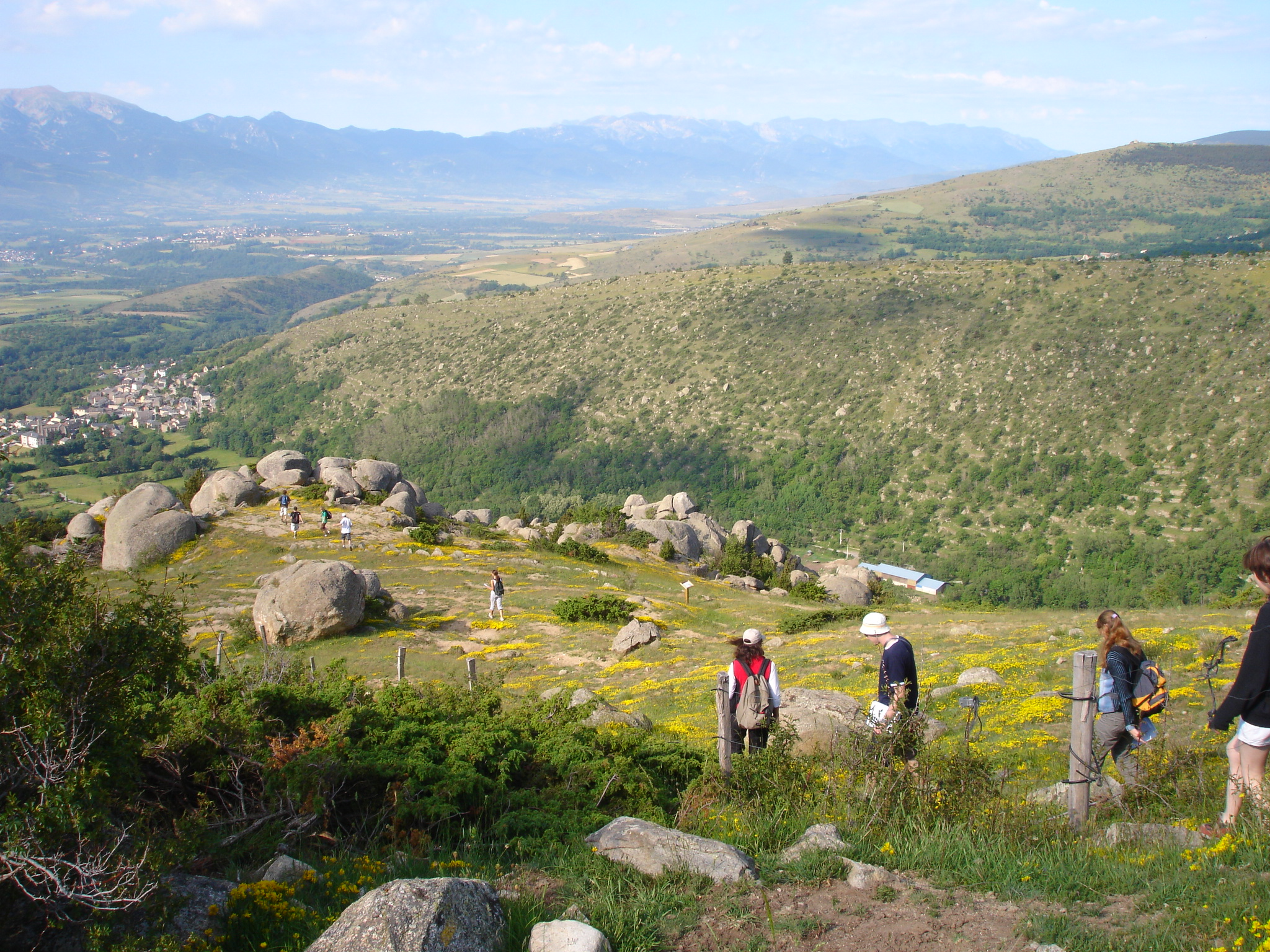
Caos granítico de Targasonne, Font-Romeu-Odeillo-Via, Pirineos Orientales

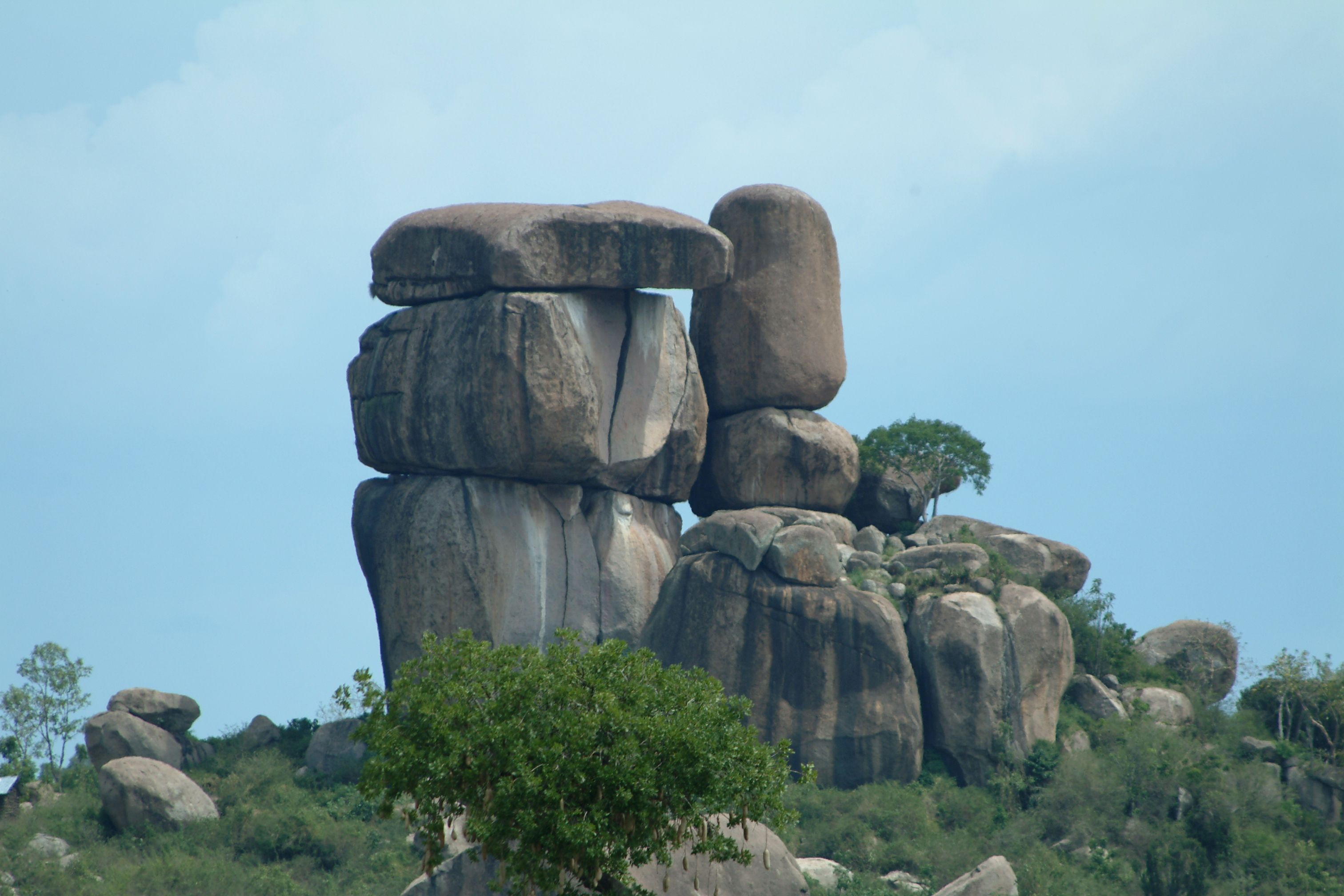
Kit Mikayi, tor del distrito de Kisumu, Kenia

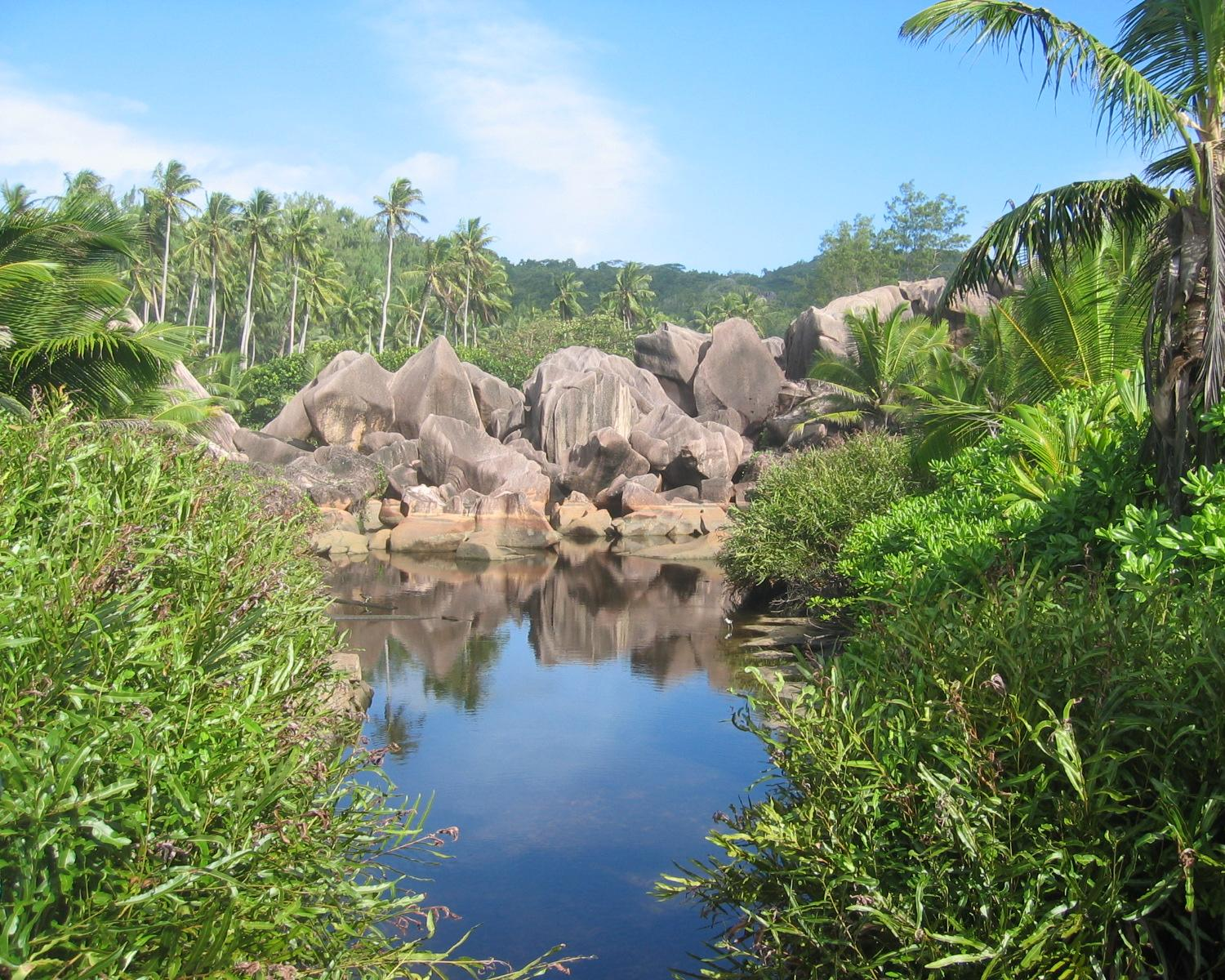
La Digue, Seychelles

En geomorfología y geología, un caos —de bloques o de bolos—, a veces chaos (o también felsenmeer, o mar de bloques), designa un accidente geográfico provocado por el desprendimiento de bloques o de peñascos luego despejados por la erosión. Estas formas forman parte de los productos de la meteorización como los tors (rocas en la parte superior de un interflujo, a diferencia del caos en el fondo del valle o del campo de bloques al pie de un acantilado rocoso o entre las puntas rocosas y las rasas mareales)  platiers), las arenas y, a una escala más grande, los inselbergs y están asociados a formas menores, como los taffoni, pilas, acanaladuras, etc.
Los paisajes de caos se presentan en todas las latitudes y en rocas de naturaleza muy distinta, que a menudo dan lugar a leyendas y tienen además una vocación turística (paisaje, escalada) o para ser clasificados como geotopos (ver protección del patrimonio geomorfológico).
En español un sinónimo de caos de bolos o de bloques en entornos graníticos es berrocal.

## Designaciones y escalas
Caos, pedreros, campos de bloques o de cantos rodados, felsenmeers (mares de bloques) o incluso blockfields, son términos utilizados por los geomorfólogos sin que los límites entre estas denominaciones sean siempre claros en cuanto a los orígenes (meteorización, crioclastia, etc.) o las escalas. Un felsenmeer, por ejemplo, es una cobertura superficial de bloques contiguos. El término no es genético, ya que hay diferentes procesos que pueden ser responsables de su formación, como la crioclastia.
Las superficies en cuestión, obviamente, dependerán de los afloramientos rocosos, pero también de los procesos de desplazamiento implicados (gravedad, hielo, etc.). La longevidad de estos accidentes también es variable tanto desde el punto de vista de los procesos naturales como de la explotación humana (cantera, turismo,...). La cuestión de la génesis de los campos de bloques es compleja y las convergencias de formas complican sin duda las interpretaciones.
El topónimo chaos ha sido muy utilizado en exogeología para nombrar, por ejemplo, las regiones caóticas de Marte y de la luna de Júpiter Europa.

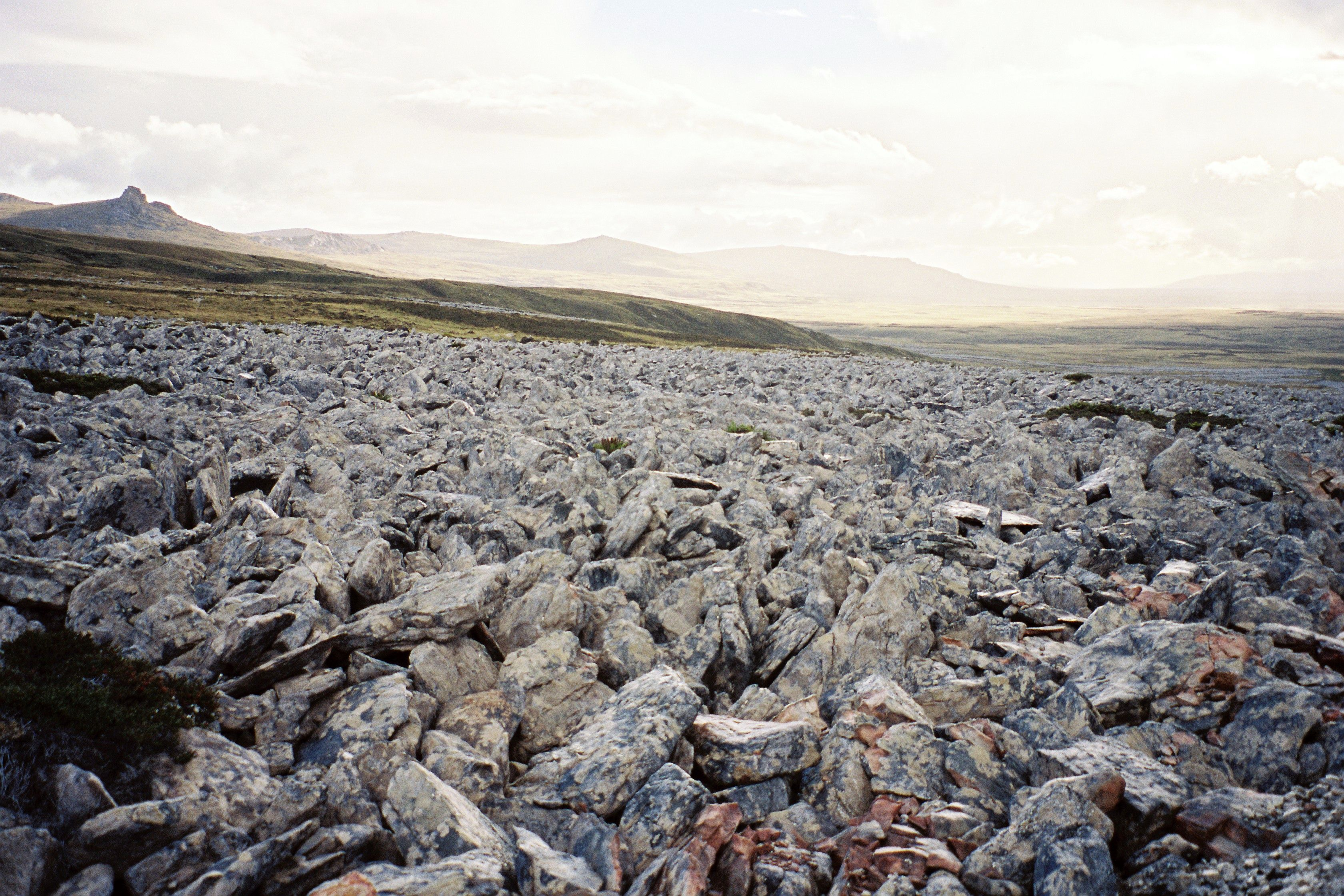
Campo de bloques del monte Kent, este de las islas Malvinas.
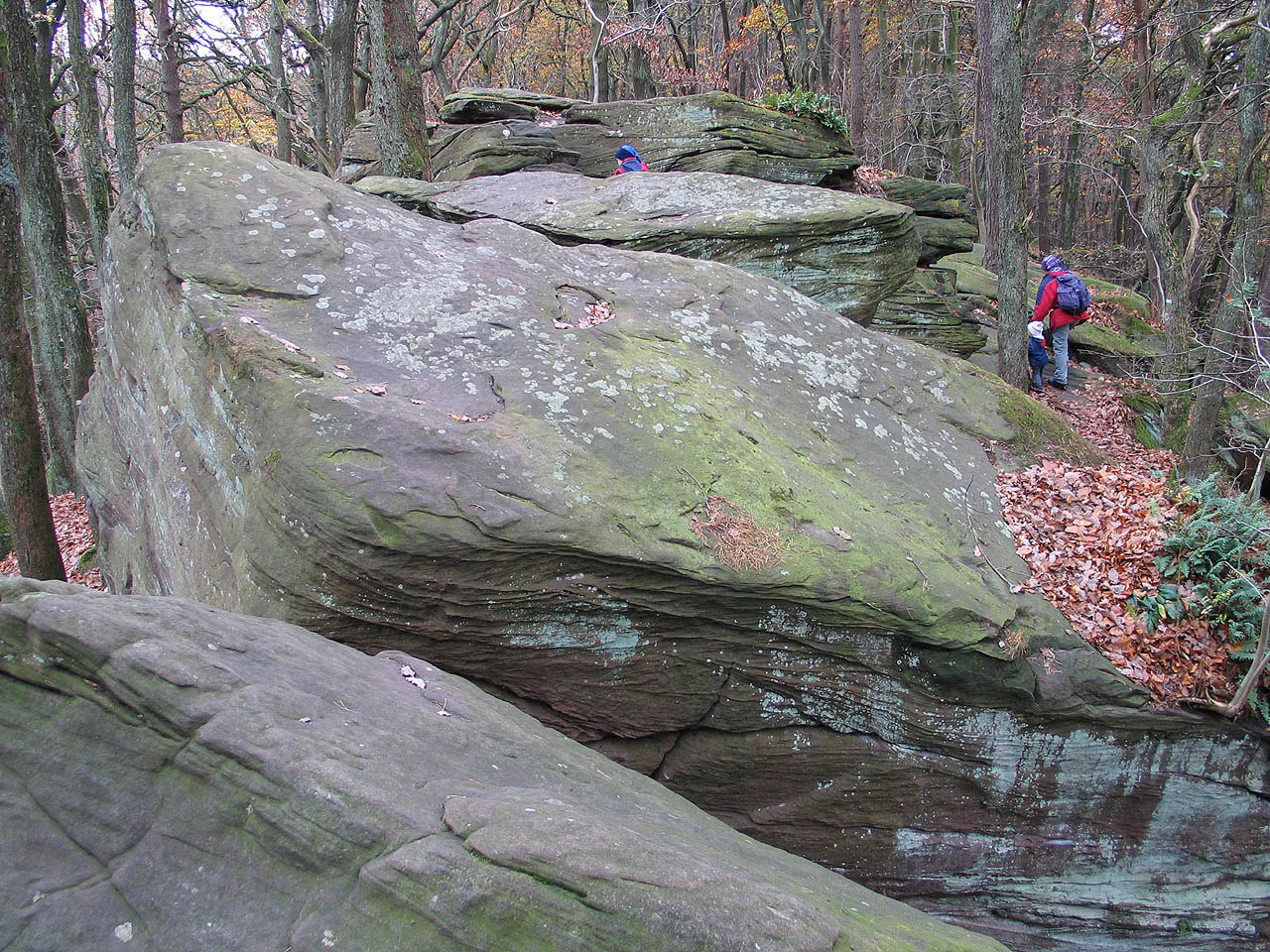
Felsenmeer de Kalmit (arenisca devoniana), Pfälzerwald, Alemania.
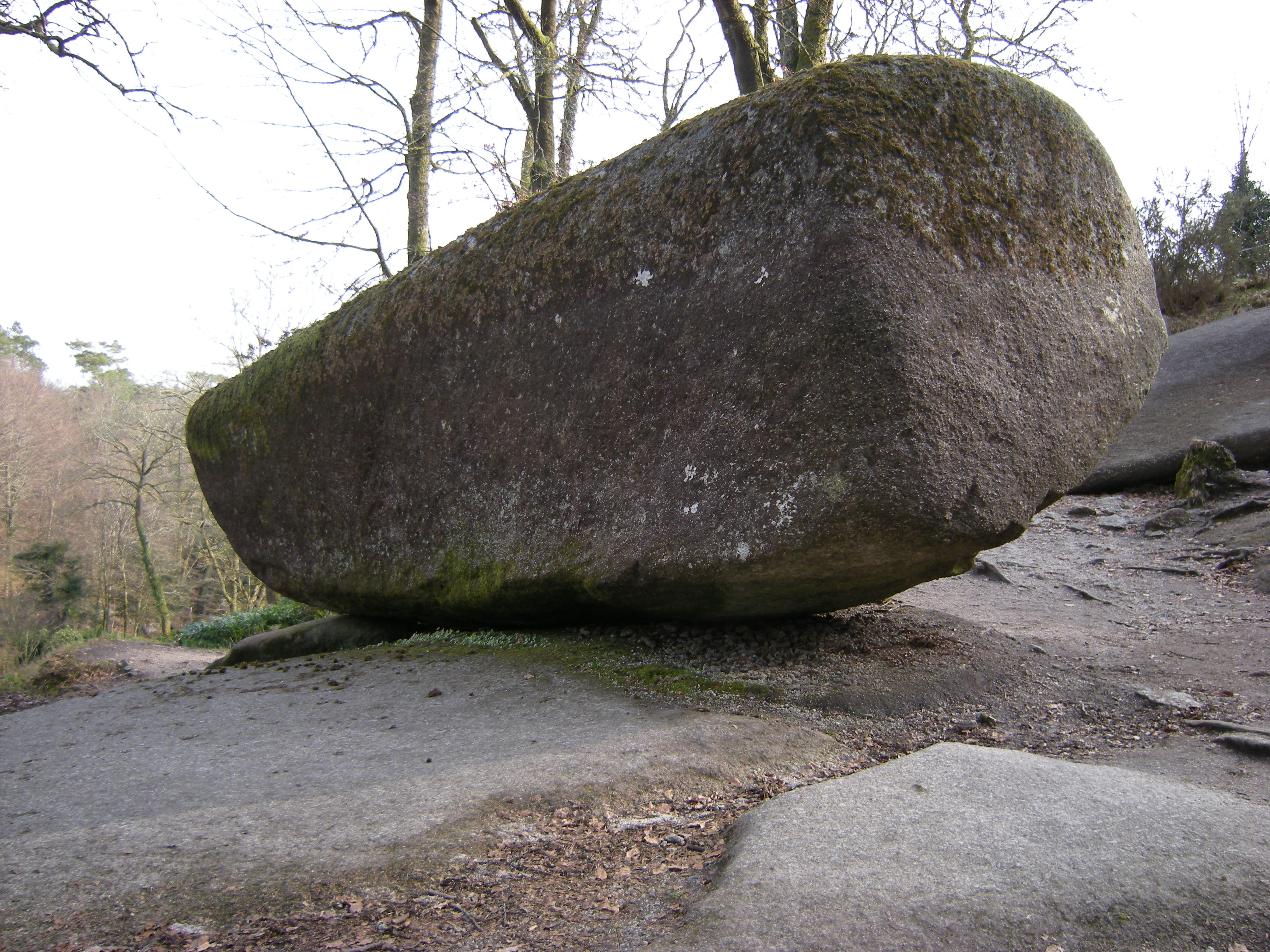
La Roche tremblante de Huelgoat, Finistère (tor desmantelado).

## Formación
Varios tipos de fenómenos prevalecen en la formación de los caos rocosos.
En las vertientes, las acumulaciones de escombros (en sentido geomorfológico) son de dimensiones y formas diversas correspondiendo a los desprendimientos en masa, taludes, conos, deslizamientos de tierra, caos de bloques y bloques aislados. La composición y granulometría de estas formaciones dependen de las características litológicas, mecánicas (cohesión, densidad, discontinuidades, etc.) y tectónicas de los materiales. En posiciones apicales, la meteorización bajo ciertas condiciones, produce caos de bloques. Estas formaciones pueden estar más o menos anegadas en los mantos de arenas o desplazamientos. Los factores son: la presencia de agua meteórica (pH y temperatura), las napas, el modo de circulación del agua, los ciclos de congelación-descongelación, la topografía (pendientes de las laderas, escarpes, acantilados), etc.
- Las formaciones en bolos de las rocas cristalinas: el proceso de meteorización del granito sano conduce a la desintegración de los minerales constituyentes del granito que dan las arenas (nacidos de cuarzo y de feldespatos) y arcillas (nacidos de micas) gracias a las discontinuidades (diaclasas, filones, etc.) extraídas preferentemente por el agua. Las porciones de granito sano subsistentes en el manto de arenas. Cuando este es despejado por la erosión, quedan los bloques redondeados que constituyen el accidente del caos;
- La disolución kárstica en rocas carbonatadas;
- Las herencias glaciares y periglaciales (véanse, por ejemplo, los felsenmeers): los paisajes polares son ricos en campos de bloques. La presencia de caos de bloques en determinados lugares sirvieron inicialmente para definir los límites de las regiones glaciares, los glaciares que transportan arenas y desplazan los bloques y en particular los tors. Sin embargo, no siempre es concebible considerar una reconstrucción de los paisajes de bloques en la duración del Holoceno (10 000 años) ya que los procesos de meteorización son lentos y poco eficaces en contextos polares y subpolares. En cambio, las grietas de descompresión (debido a la liberación por el hielo de las vertientes del valle), por ejemplo, en Spitsbergen han liberado a veces gigantescos bloques en solo unos 1500 años;[5]
- En zonas litorales, al pie del acantilado, sobre las rasas mareales (por ejemplo comuna de Guétary, Pirineos Atlánticos, Francia).

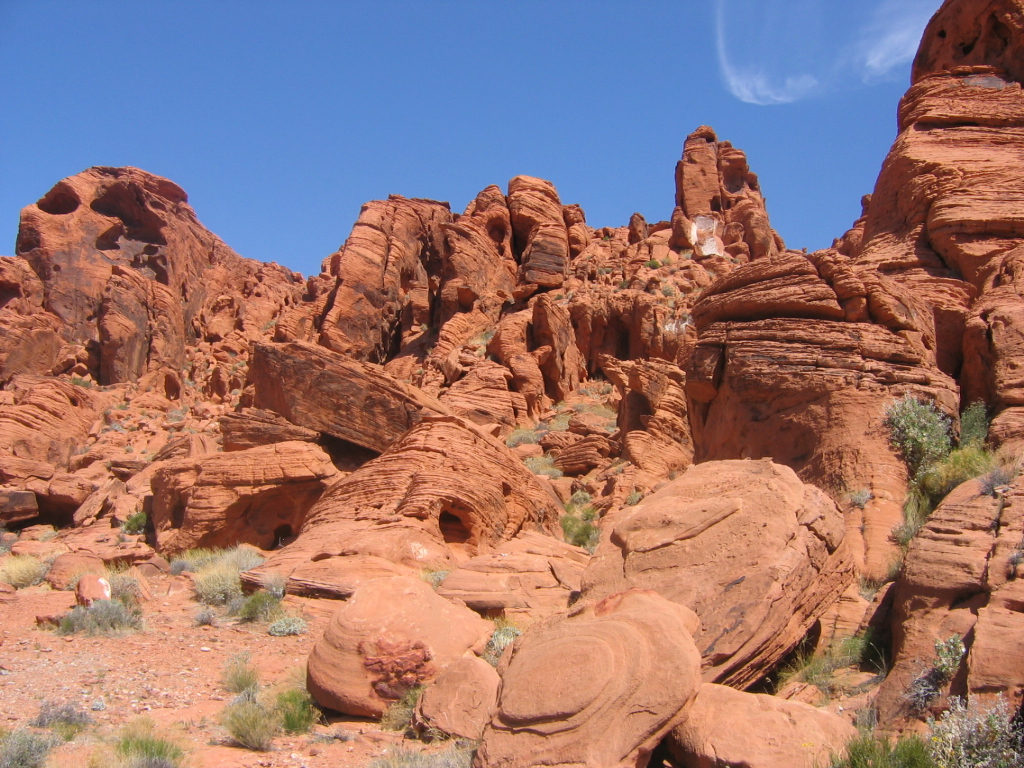
Caos de bloques del Valle de Fire, Nevada (EE.UU.). Al pie del caos, presencia de arena no completamente retirada por la erosión).
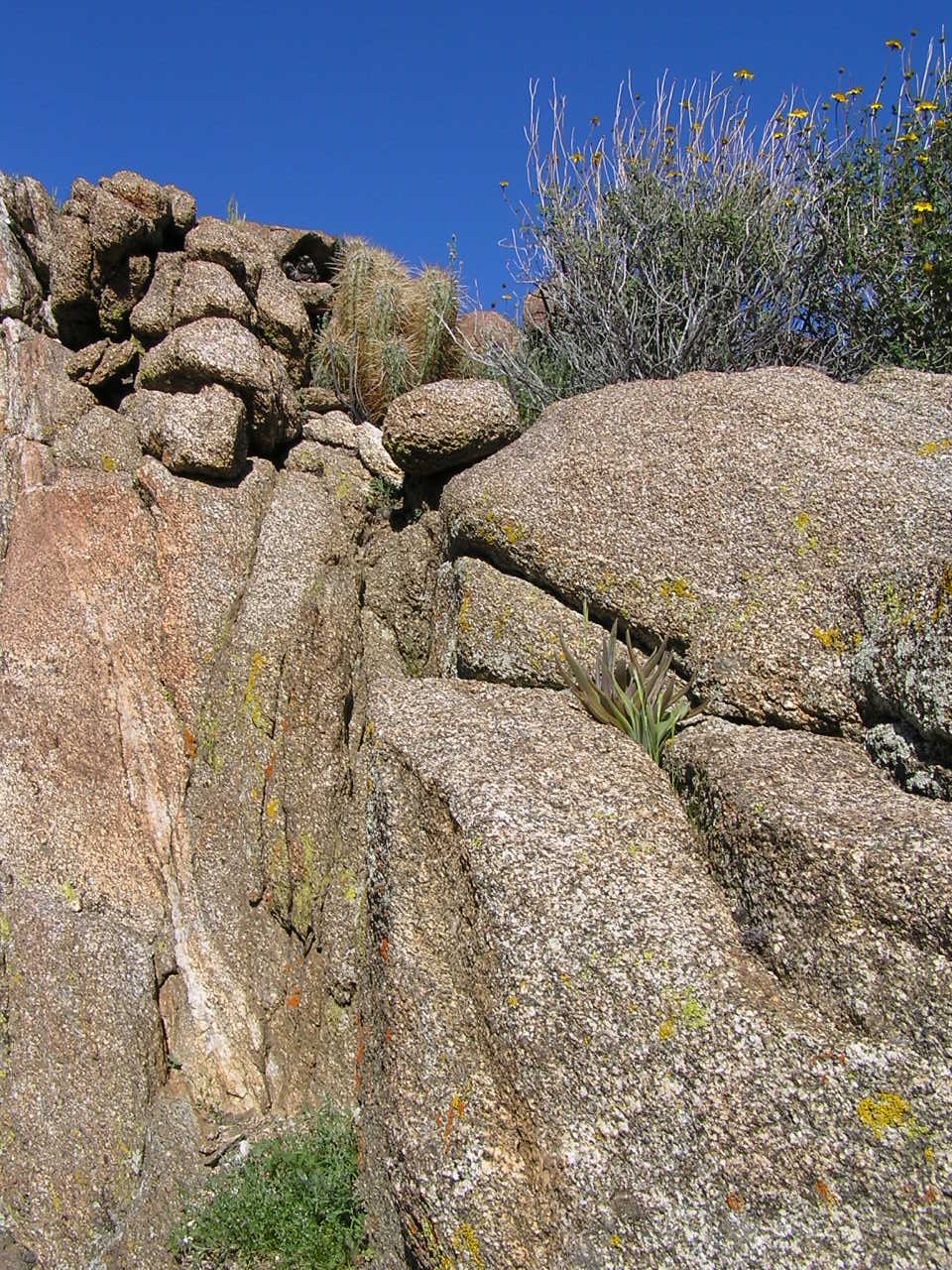
Meteorización de la roca (las arenas han sido evacuadas por la escorrentía), parque estatal desierto Anza-Borrego, California (EE.UU.).
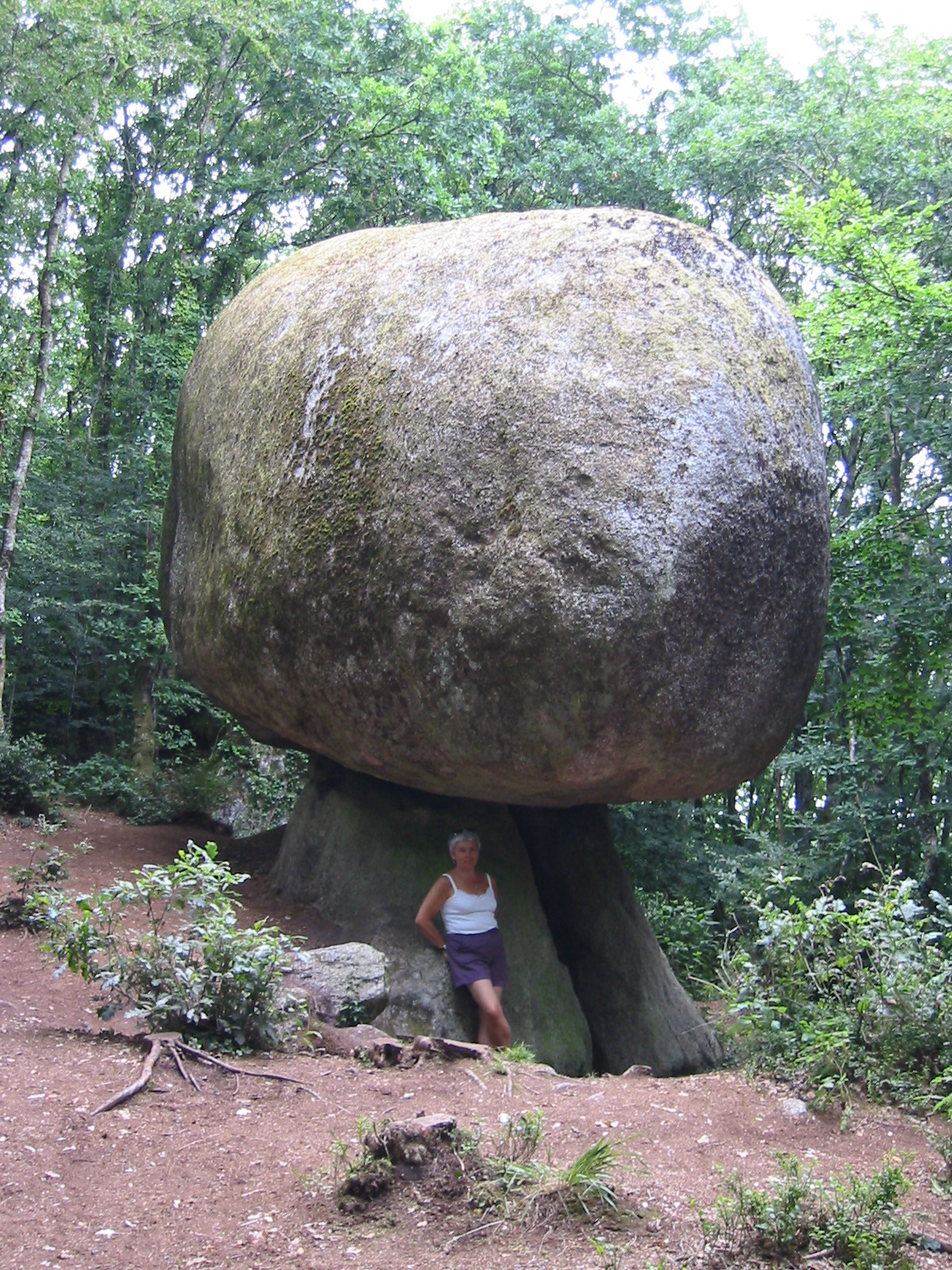
Ar roc'h, le Champignon (tor), Huelgoat, Finistère (Francia).

### Caos de bloques (granítico)

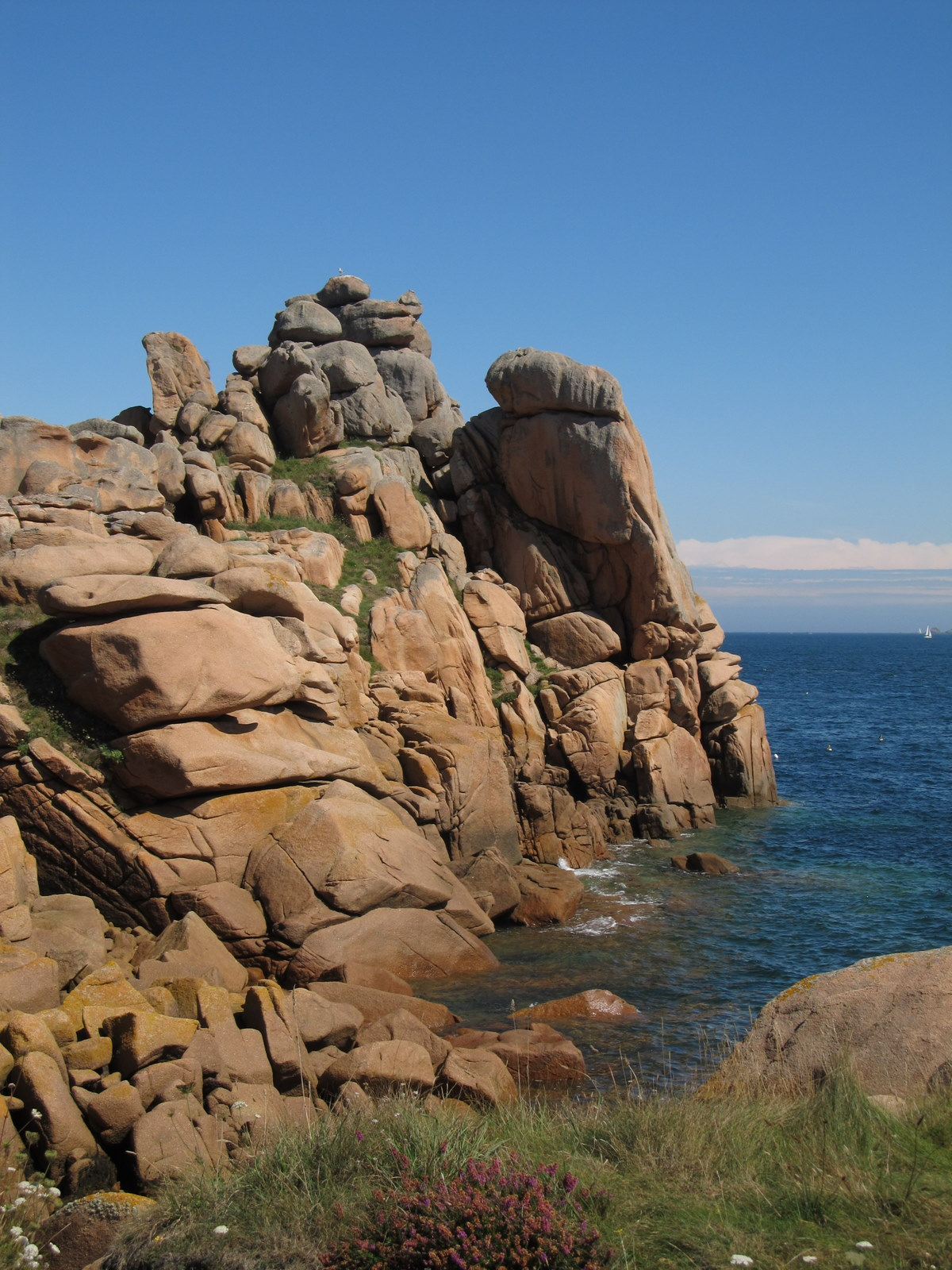
Caos granítico de la Costa de granito rosa, Bretaña (Francia).

Los caos graníticos evolucionan gracias a la cristalización y el enfriamiento en profundidad de una intrusión granítica, creando una red de fallas de retracción, en su mayoría, ortogonales en profundidad: estas diaclasas debilitan después el granito intrusivo en bloques paralelipédicos. Cuando la erosión de las rocas vecinas más blandas hace aflorar el plutón granítico, las aguas superficiales erosionan este macizo granítico. La erosión en profundidad hidroliza los feldespatos en arcillas, lo que desagrega el granito en arena granítica, la erosión de la superficie por el agua que se filtra en las grietas más o menos amplias acaban por hacer estallar la roca. Este fenómeno conduce a desprender bloques paralelipédicos de granito que siguen erosionándose en piel de cebolla. Ello resulta en piedras de todos los tamaños, bolos de piedra (formación de tors) que terminan por amontonarse unos sobre otros en equilibrios a veces precarios o se disocian completamente y se acumulan para formar un caos granítico.
Ejemplos en Francia
- Los caos graníticos de la costa de granito rosa y de la Côte d'Argent de Huelgoat (Bretaña);
- Los caos graníticos de monte Lozère, Margeride, etc. (macizo Central);
- Las compayrés del Sidobre, Tarn: el río de piedras de monte Sidobre, el Roc de l'Oie y el roquedo de Peyro Clabado (tor);
- Les Pierres Jaumâtres, monte Barlot (Toulx-Sainte-Croix, Creuse);[7]
- El caos granítico de Guérande, Loire Atlantique;
- El caos granítico de Piquet (parte baja del valle del Yon y de la Sèvre nantaise):[8] bolos graníticos de todos los tamaños debido a una fracturación regular y a una erosión fluvial, formas menores: marmitas de gigantes;[9]
- Los taffoni en Córcega;
- El tor de la Roche des Fées (Gazon du Faing, Vosges): bloques y bolos residuales por debajo de la vertiente indican una acción périglaciar de la última glaciación.[10]

Ejemplos en otros países
- La Pedriza, en Madrid (España);
- Los castillos-koljés en Sudáfrica: residuos de inselberg o formas de déchaussement de gran talla;[11]
- El mar de rocas de Lautertal, Felsenmeer, en Alemania;
- Las célebres formaciones graníticas del archipiélago de las Seychelles (grupo de las islas interiores);
- Machu Pichu se encuentra en una zona de caos graníticos.[12]

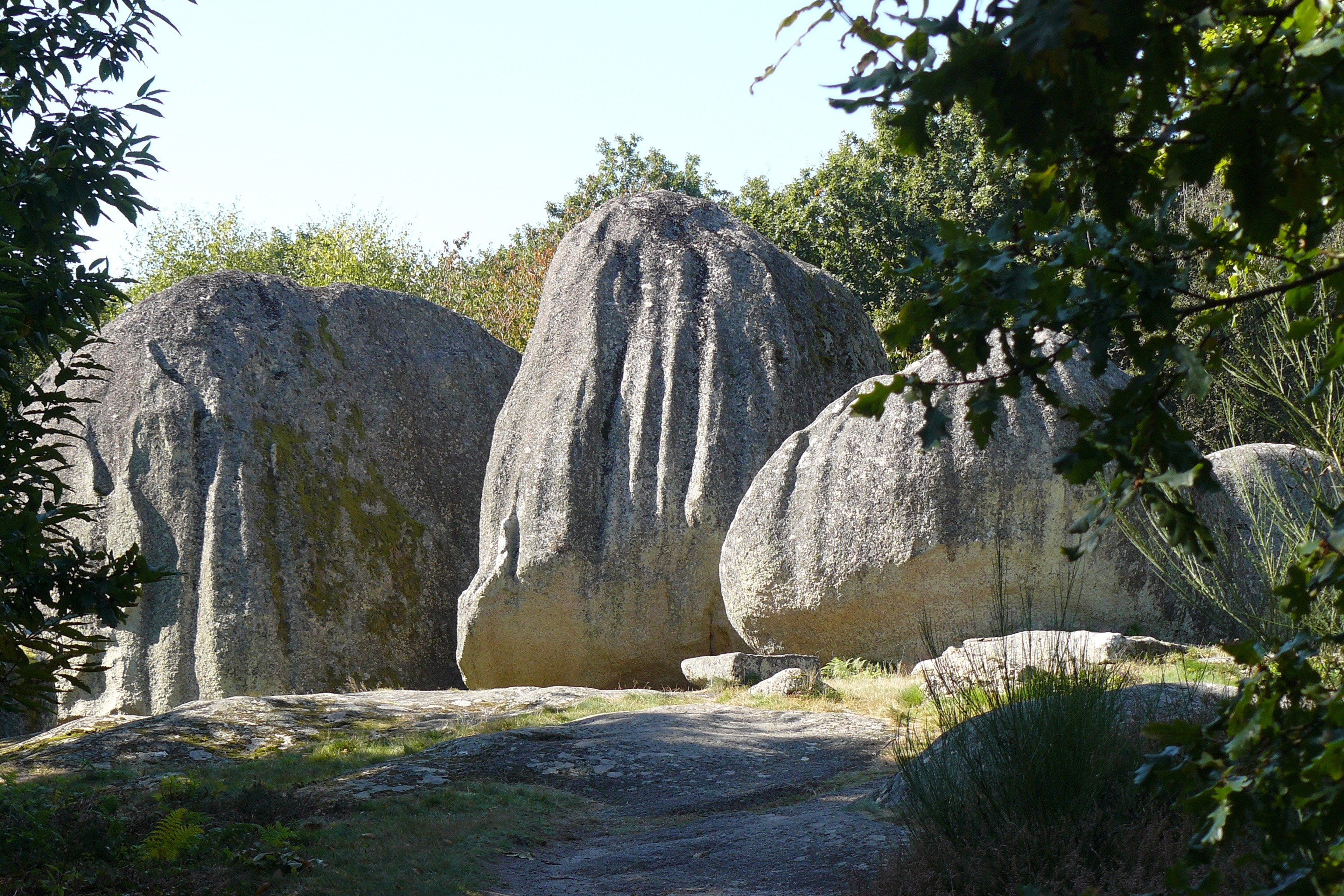
Pierres jaumâtres, monte Barlot, Creuse.
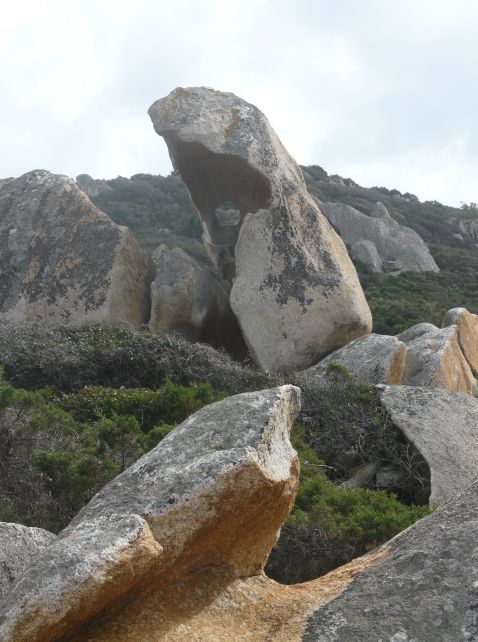
Taffoni, sendero litoral de Campomoro-Senetosa, Córcega del Sur (Francia).
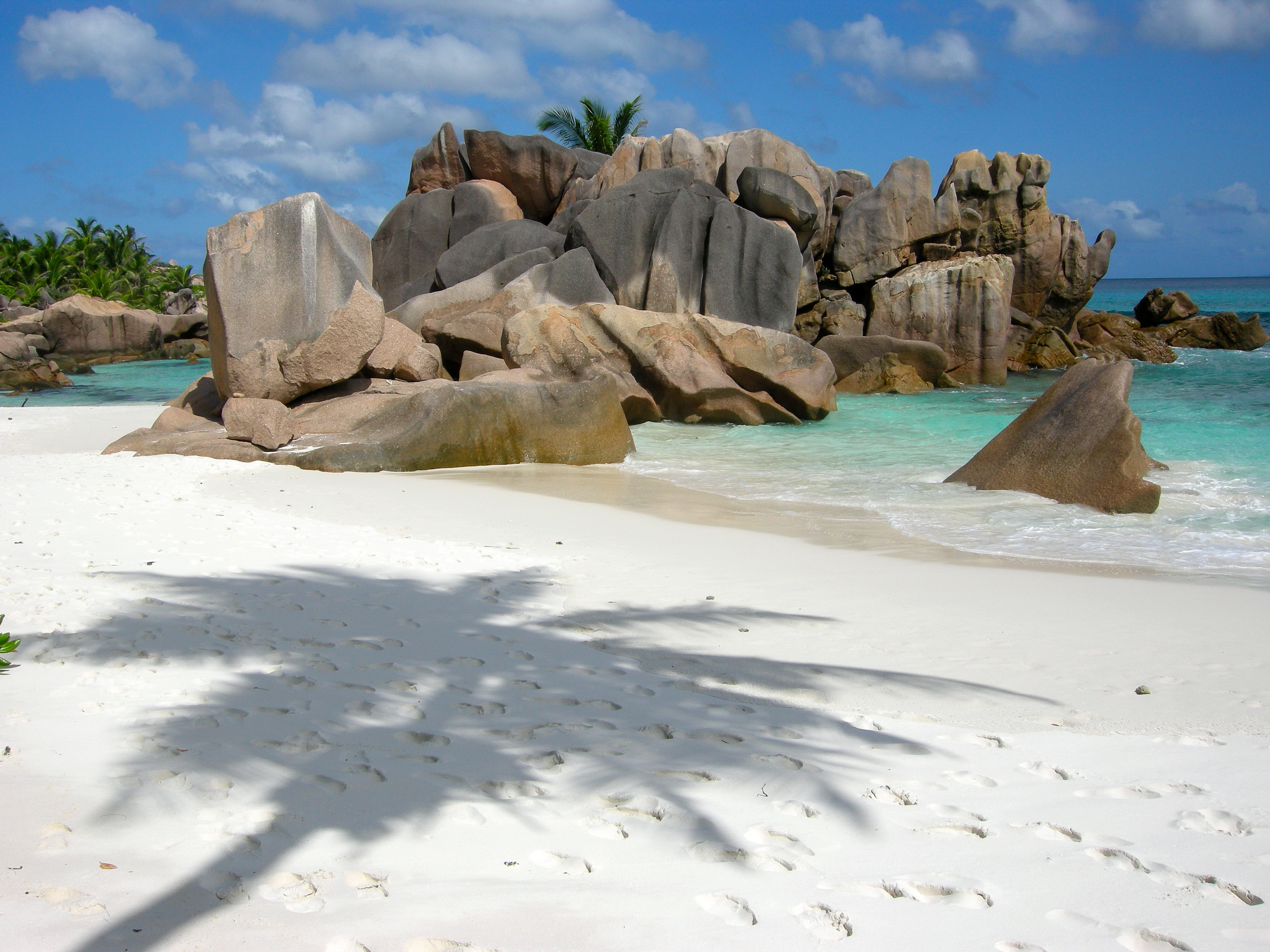
Anse Cocos, La Digue, Seychelles.
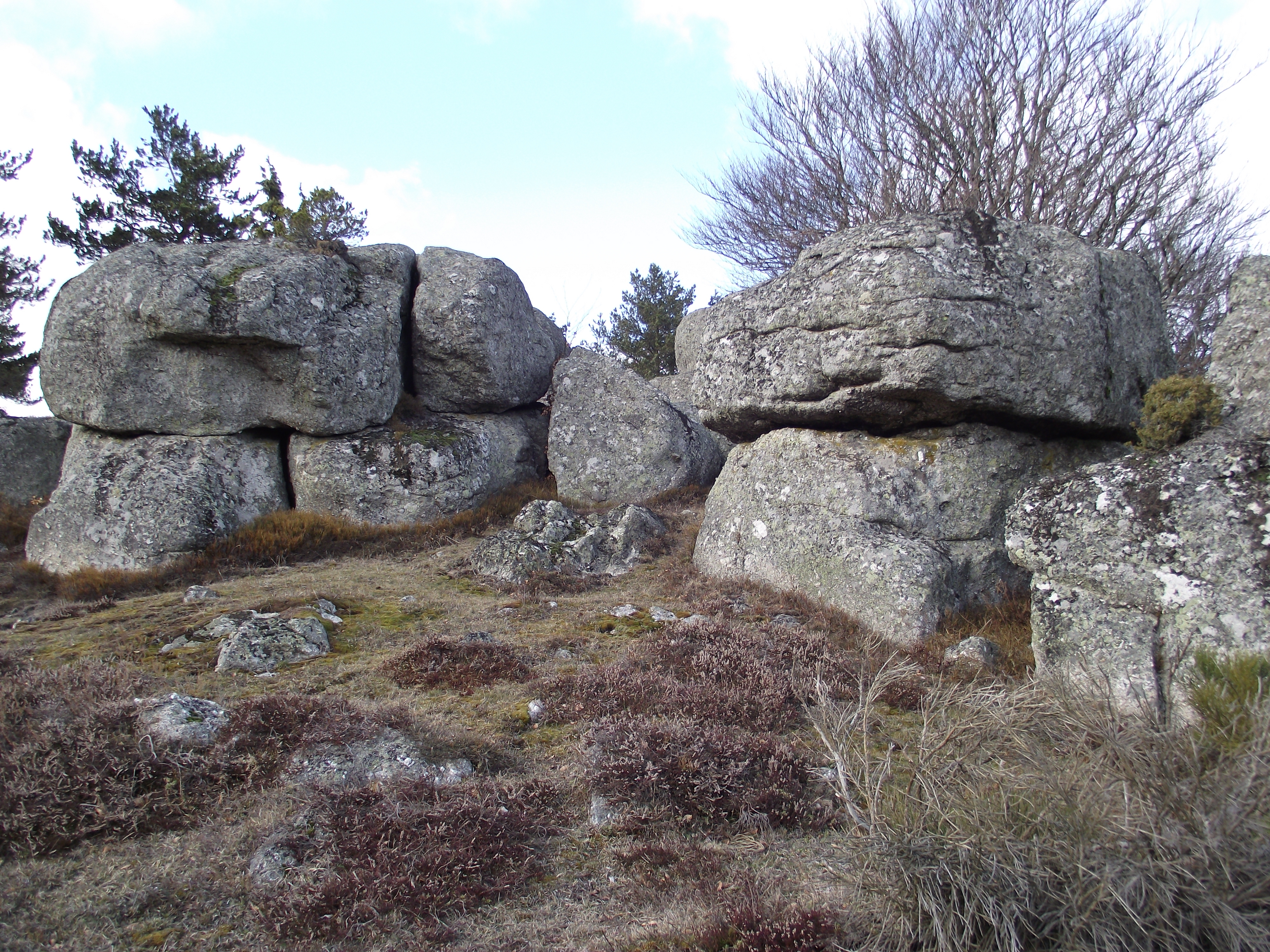
Caos en el este de los montes d'Aubrac del Macizo central (Francia), región rica en formaciones de este tipo. Las largas diaclasas rompen la roca en bloques.

### Caos basálticos
Cuando la acción de los procesos erosivos asociados con los necks, diques y desprendimientos, las rocas basálticas se presentan en forma de caos. Aparecen más notables en las coladas de lava ásperas y agrietadas, 'A'ā de los hawaianos o cheire de los de la región francesa de Auvernia, que tienen la apariencia de un campo de ceniza, donde los bloques de lava de diferentes tamaños son modificados por la erosión y, en segundo lugar, las columnas basálticas, surgidas del enfriamiento rápido de coladas de lava y después sometidos a procesos de meteorización que producen los caos de bloques cuyo tamaño depende de la prismación inicial (al igual que las diaclasas de un granito o de una roca carbonática).

### Caos de arenisca
Las areniscas son rocas detríticas consolidadas, constituidas por arenas cementadas. El cemento, silíceo o calcáreo, y las arenas de edades y orígenes variados, diferencian los distintos tipos de arenisca: cuarcíticas, ferruginosas, etc. La arenificación, a menudo por variación del nivel de la capa freática, proporciona roca más o menos resistente.
La erosión explota las discontinuidades de estas rocas porosas, y a menudo en capas, desgastando los bordes, cortando bloques, y produciendo arena.
Ejemplos
- los caos de areniscas de los Platières del bosque de Fontainebleau: los bordes de las losas de arenisca Stampian (34-28 millones de años) se fragmentan en caos de bloques sobre las vertientes gracias, igualmente, a la disolución del cemento calcáreo y a la presencia de los mares. Emmanuel de Martonne escribió que «leurs chaos de blocs forment des cuirasses sur les versants raidis»;[15]
- los caos de bolos y los tors de buttes de los montes de la Marche presentan una fracturación y una arenización variables (1 a 1,50 m de arenas y unos 8 m en Chamsanglard, Ladapeyre);[16]
- el caos de bolos de los acantilados arcilloso-areniscos del cabo Gris-Nez, Boulonnais;[17]
- Caos de bloques del Alto Tajo (España).[18]

### Caos kársticos

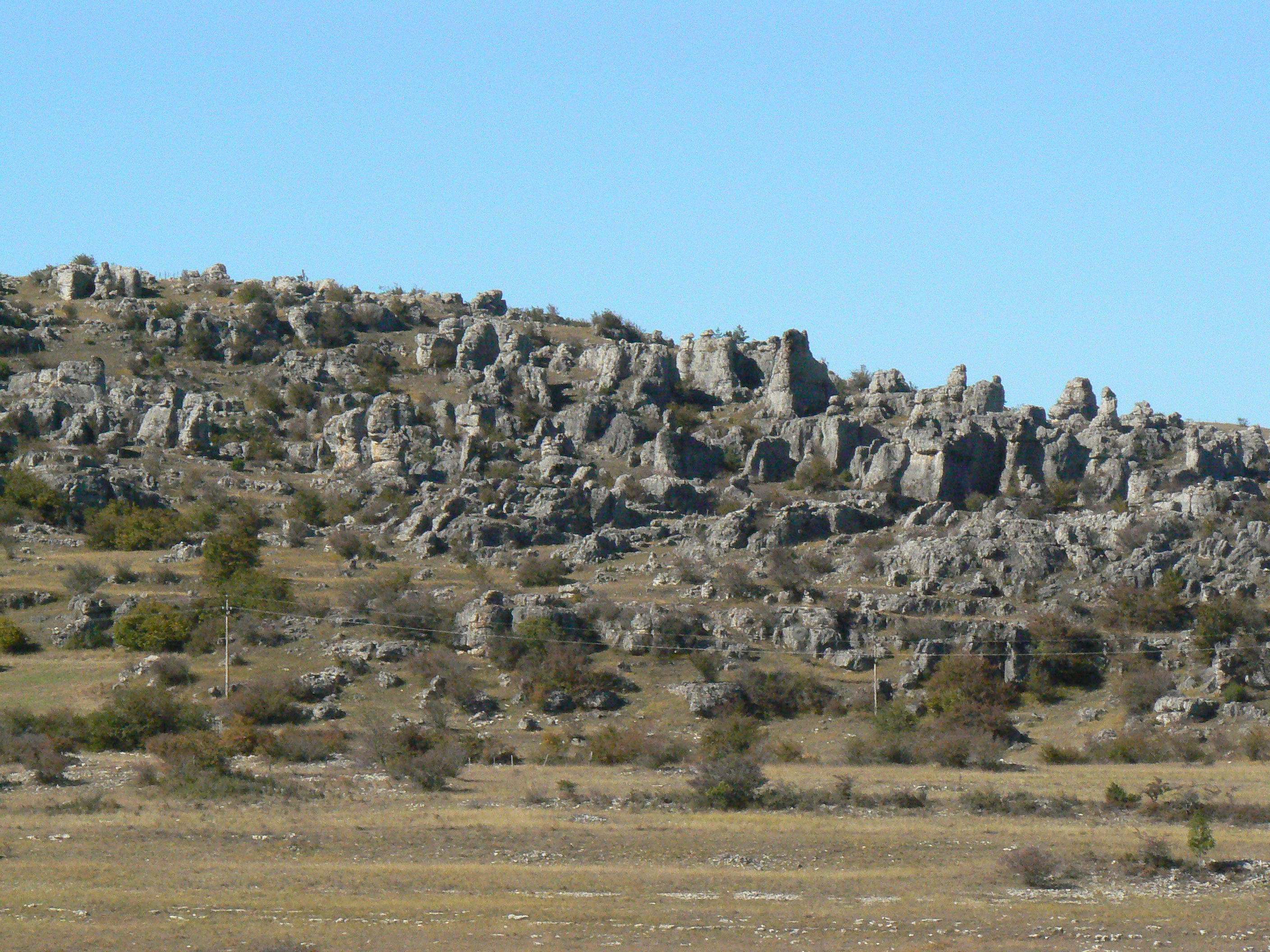
Caos de Nîmes-le-vieux, Causse Méjean, parque nacional Cévennes: paisaje kárstico (caliza dolomítica).

En contextos kársticos, los caos de bloques también pueden encontrarse en el interior mismo del karst, en las grutas (endokarst), o a cielo abierto por colapso del techo de la cavidad, siendo una forma de erosión clástica.
Ejemplos
- El caos de Nîmes-le-Vieux, Causse Méjean (Lozère, Francia): un paisaje kárstico con lapiaz y diversas formas de disolución en un calcáreo dolomítico;
- El caos de Montpellier-le-Vieux, Causse Noir (Francia);
- El caos de Mourèze (dolomía), Hérault (Francia).

## Patrimonialización y medidas de protección

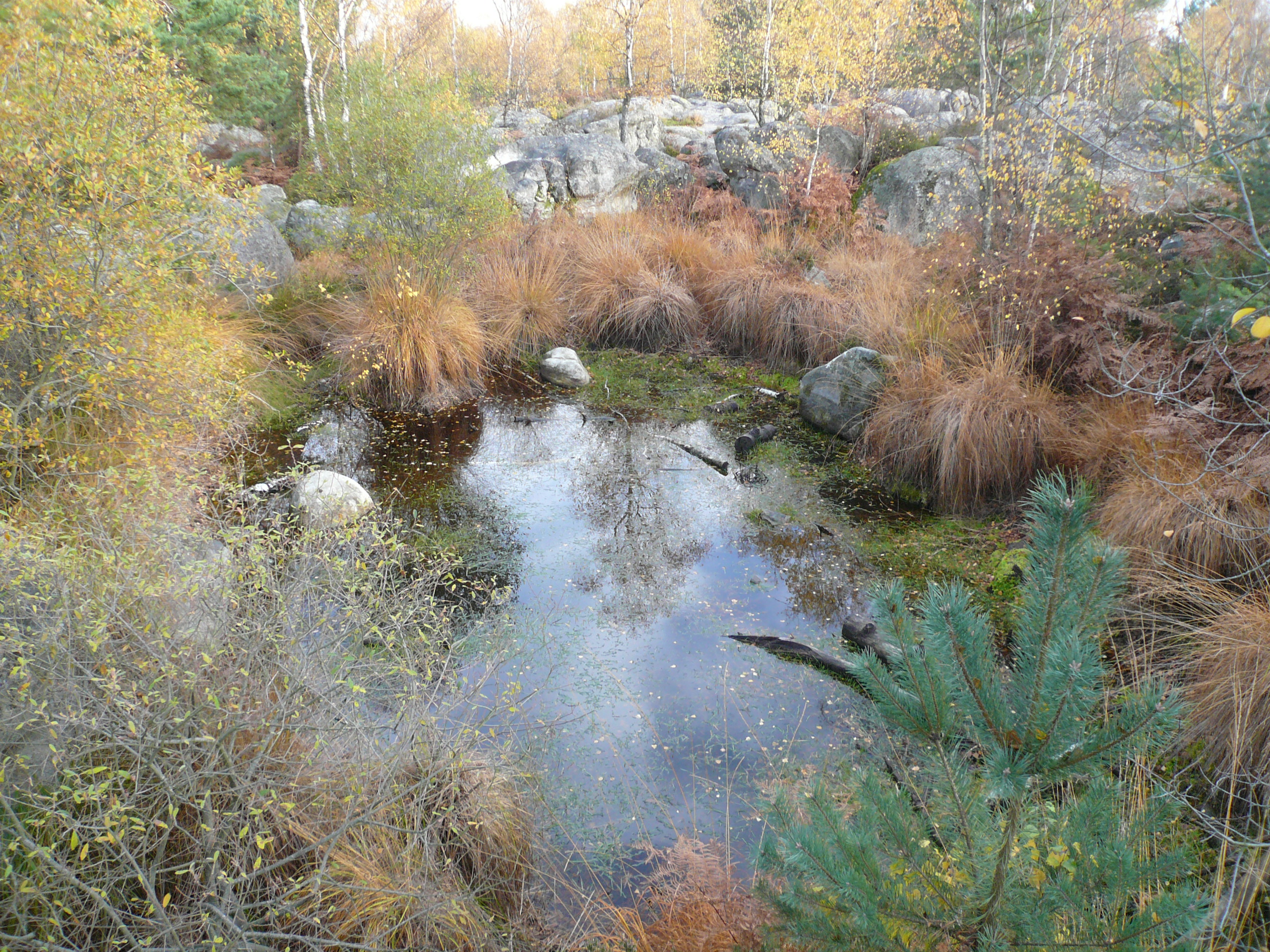
El estanque de los ciervos y caos de arenisca de Fontainebleau: una plataforma desmantelada por la erosión y una sucesión de biotopos interesantes desde el punto de vista ecológico y paisajístico.

Un número creciente de estas formaciones, tradicionalmente bien conocidas sea a escala regional, sea a mayor escala por su carácter espectacular o pintoresco está registrado a título de inventario y en curso de la conservación del patrimonio geológico y geomorfológico (por ejemplo, por museos de historia natural, como parques naturales regionales o nacionales, como reservas naturales, por la Unesco). Los caos y sus formas asociadas son inventariados como geositios o geofacies.